# Guy Fordham
Guy Fordham, angleški častnik, zdravnik in hokejist na travi, * 19. julij 1975.
Sodeloval je v hokeju na poletnih olimpijskih igrah leta 2000 in leta 2004.
Zdravnik Fordham je trenutno častnik Kraljevega kopenskega medicinskega korpusa.